# Bananal
Bananal es el municipio más al este del estado de São Paulo, en la microrregión de mismo nombre. La población estimada en 2003 era de 9910 habitantes es el área es de 618,7 km², que resulta en una densidad demográfica de 16,02 hab/km².

## Historia
Bananal nació de la población fundada por Juan Barbosa de Camargo y su mujer María Ribeiro de Jesús, que construyeron una capilla dedicada al Señor Bom Jesus del Livramento, en la parcela que les fue donada en 1783. El poblado fue elevado a villa en 1832 y a municipio en 1849, siendo una comarca desde 1858.

### Estancia turística
Bananal es uno de los 29 municipios paulistas considerados estancias turísticas por el Estado de São Paulo, por cumplir determinados requisitos definidos por la Ley Estatal. Tal status garantiza a esos municipios una mayor promoción del turismo por parte del Estado. También, el municipio adquire el derecho de agregar junto su nombre el título de "Estancia Turística", término por el cual pasa a ser designado tanto por el expediente municipal oficial como por las referencias estatales.

## Geografía
Sus límites son los municipios Río de Janeiro de Barra Mansa al norte, Río Claro al este y Angra dos Reis al sur, así como São José do Barreiro y Arapeí (ambos en São Paulo) al oeste.

### Demografía
Datos del censo - 2000
Población total: 9713
- Urbana: 7187
- Rural: 2526
  - Hombres: 4819
  - Mujeres: 4894

Densidad demográfica (hab./km²): 15,70
Mortalidad infantil hasta 1 año (por mil): 24,66
Expectativa de vida (años): 67,10
Tasa de fecundidad (hijos por mujer): 3,49
Tasa de alfabetización: 89,04%
Índice de Desarrollo Humano (IDH-M): 0,758
- IDH-M Salario: 0,703
- IDH-M Longevidad: 0,702
- IDH-M Educación: 0,870

(Fuente: IPEAFecha)

### Hidrografía
- Río Bracuí
- Río Bananal

### Carreteras
- SP-64
- SP-68
- SP-247